# Estadio Darul Aman
El Estadio Darul Aman es un estadio multiusos ubicado en la ciudad de Alor Setar, estado de Kedah, Malasia. El estadio fue inaugurado oficialmente por el Sultán de Kedah el 8 de junio de 1962 previo a la disputa del partido entre la Selección de fútbol de Malasia y Corea del Sur. Actualmente posee una capacidad para 32 000 espectadores y es utilizado de preferencia para la práctica del fútbol y atletismo.
Fue una de las seis sedes en que se disputó la Copa Mundial de Fútbol Juvenil de 1997 en donde albergó siete juegos del torneo.
En la actualidad, en el estadio disputan sus partidos los clubes Kedah FA que disputa la Superliga de Malasia y Kuala Muda Naza FC de la Segunda Liga.